# Eläkeläiset
Gli Eläkeläiset (finlandese: "Pensionati") sono un gruppo musicale finlandese fondato nel 1993. Il gruppo si è specializzato nei generi humppa e jenkka.
Il gruppo suona principalmente cover di famose canzoni pop e rock, rivisitandole in finlandese.

## Formazione
- Onni Waris - tastiere, voce
- Petteri Halonen - tastiere, chitarra, voce
- Lassi Kinnunen - fisarmonica, voce
- Martti Waris - basso, voce
- Kristian Voutilainen - batteria, voce
- Ilmari Koivuluhta - tecnico del suono, logistica
- Pekka Jokinen - grafico, merchandise

## Discografia
- 1994 - Joulumanteli
- 1994 - Humppakäräjät
- 1995 - Humppalöyly
- 1995 - Humpan Kuninkaan Hovissa
- 1997 - Humppamaratooni
- 1999 - Humppaorgiat
- 1999 - Werbung, Baby!
- 2000 - Humpan Kuninkaan Hovissa
- 2000 - Humppa-Akatemia
- 2000 - Humppa Till We Die
- 2001 - Jenkkapolkkahumppa
- 2002 - Joulutorttu
- 2002 - Pahvische
- 2003 - Katkolla Humppa
- 2003 - Keväthumppa
- 2003 - Humppaelämää
- 2006 - Humppasirkus
- 2006 - Das Humppawerk
- 2008 - Humppa United
- 2010 - Humpan Kuninkaan Hovissa
- 2012 - Humppasheikkailu
- 2013 - Humppakalmisto
- 2017 - Humppa of Finland
- 2018 - Humppainfarkt